# NGC 5779
NGC 5779 ist eine 15,2 mag helle Galaxie vom Hubble-Typ S? im Sternbild Drache am Nordsternhimmel. Sie ist schätzungsweise 515 Millionen Lichtjahre von der Milchstraße entfernt und hat einen Durchmesser von etwa 60.000 Lj.
Das Objekt wurde am 9. Juni 1885 von Lewis A. Swift entdeckt.